# شانه‌سرخس‌سانان
شانه‌سرخس‌سانان (نام علمی: Schizaeales) نام یک راسته از رده سرخس باریک‌هاگدان است.